# Dekanat Środa Śląska
Dekanat Środa Śląska – jeden z 33 dekanatów w rzymskokatolickiej archidiecezji wrocławskiej.
W skład dekanatu wchodzi 10 parafii:
- parafia Michała Archanioła → Chomiąża
- parafia Najświętszego Serca Pana Jezusa → Chwalimierz
- parafia Najświętszej Maryi Panny Wspomożycielki Wiernych → Ciechów
- parafia św. Marcina → Kulin
- parafia Niepokalanego Poczęcia Najświętszej Maryi Panny → Malczyce
- parafia św. Szczepana → Szczepanów
- parafia Podwyższenia Krzyża Świętego → Środa Śląska
- parafia św. Andrzeja Apostoła → Środa Śląska
- parafia Najświętszej Maryi Panny Różańcowej → Wilczków
- parafia św. Wawrzyńca → Wrocisławice